# Constance (tas)
De Constance is een populaire tas gemaakt door Hermès. De Constance-tas wordt gezien als een toonaangevende tas en is na de Birkin en de Kelly de meest populaire tas van Hermès.

## Geschiedenis
De Constance is vernoemd naar de dochter van Catherine Chaillet. Chaillet was de ontwerpster van deze tas en was zwanger van Constance op het moment dat ze de opdracht kreeg om de tas te ontwerpen. De Constance werd vanaf 1967 uitgegeven. Jacqueline Kennedy Onassis had de tas en droeg bij aan de popularisering van de Constance.

## Ontwerp
De Constance is een vierkante tas met afgeronde hoeken. De schouderband kan op twee manieren gedragen worden: als handvat of verlengd over de schouder. De grote, metalen H op de voorkant van de tas is, naast een aanduiding van het merk, de sluiting van de tas. De metalen sluiting kan zowel enkel van metaal zijn, als geëmailleerd worden. Hierdoor is het een van de weinige sluitingen van Hermès die van een kleur kan worden voorzien die anders is dan de metaalkleuren die het bedrijf aanbiedt.
De tas wordt in veel verschillende kleuren en maten aangeboden en er zijn veel gelimiteerde edities uitgegeven. De maten die nog altijd in gebruik zijn zijn de micro (14 centimeter breed), de mini (16 centimeter), de standaard Constance (24 centimeter), de elan (25 centimeter breed en minder hoog dan de gewone Constance) en de cartable (29 centimeter). Er zijn in het verleden nog andere typen Constances aangeboden. Hermès is echter gestopt met het uitgeven van deze groottes.

## Waarde
Net als de Birkin en de Kelly is de Constance een luxeproduct. Voor een Constance in een Hermès boetiek wordt vrijwel altijd boven de 5000 euro gevraagd. Ook de waarde op de tweedehandsmarkt is net als bij de Birkin en de Kelly hoog. Bijzondere soorten leer of gelimiteerde edities brengen hierbij nog meer op.

## Gebruik(st)er
Naast Jacky Kennedy zijn er veel anderen die de tas in gebruik hebben, onder meer:
- Ashley Olsen[9]
- Diane Kruger[9]
- Rachel Bilson[9]
- Nicky Hilton[9]
- Emily Ratajkowski[10]